# Phthiridium brachyacantha
Phthiridium brachyacantha är en tvåvingeart som först beskrevs av Theodor 1963.  Phthiridium brachyacantha ingår i släktet Phthiridium och familjen lusflugor. Inga underarter finns listade i Catalogue of Life.